# Königsberger Klopse
Königsberger Klopse, Soßklopse eller Kochklopse er en østpreussisk specialitet med kogte kødboller i hvid sovs med kapers.
Retten tilberedes af hakkekød (af enten kalvekød eller okse- og svinekød) med hakket spegesild eller ansjoser, løg, udblødt franskbrød, æg og krydderier. Kapers og hakkede ansjoser tilsættes kødet.
Den kugleformede masse koges i saltvand (tilsat eddike eller hvidvin) med løg, peberkorn, allehånde og laurbær, hvorefter den siede bouillon jævnes med lys roux, fløde og æggeblomme; der tilsættes citronsaft og kapers. Retten serveres med kogte kartoffler eller ris og syltede rødbeder.
Ifølge en opinionsundersøgelse fra Forsa-Institutet i Tyskland har Königsberger Klopse med 93 procent den største genkendelighedsgrad af tyske egnsretter.